# Tamnica
Tamnica je naziv za zatvorsku ćeliju ili prostoriju, odnosno zatvorski objekt, čija je glavna svrha spriječiti bilo kakav kontakt zatvorenika s vanjskim svijetom. To se postiže tako što se tamnica gradi ispod zemlje, a u prošlosti su za tu svrhu služili posebni dijelovi tvrđava. Jedini način ulaska i izlaska iz tamnice su jedna vrata, nekada na plafonu ili podu ćelije. U prošlosti su nedostatak prirodnoga svjetla i ventilacije imali teške posljedice po tjelesno i mentalno zdravlje zatvorenika. Motiv tamnice kasnije je postao popularan u zapletima gotskih romana.

## Povezcni članci
- Zazidavanje
- Tamnica naroda